# Le Thor
Le Thor là một xã trong tỉnh Vaucluse thuộc vùng Provence-Alpes-Côte d’Azur ở đông nam nước Pháp. Xã này nằm ở khu vực có độ cao trung bình mét trên mực nước biển.
Xã có nhà thờ phong cách kiến trúc Romanesque, Notre-Dame-du-Lac.